# Santiago (Norte de Santander)
Pour les articles homonymes, voir Santiago (homonymie).
Santiago est une municipalité située dans le département de Norte de Santander en Colombie.